# Мора, Лола
Долорес Канделария Мора Вега де Эрнандес (17 ноября 1866, El Tala, Сальта или Сан-Мигель-де-Тукуман — 7 июня 1936, Буэнос-Айрес) — аргентинский скульптор.

## Биография
Долорес родилась в 1866 году. Третья дочь из семи детей. В семь лет училась в Colegio Sarmiento. В 1885 году умерли её родители. Сначала писала портреты, но позже обратилась к лепке из мрамора и гранита. В 1887 году брала частные уроки у Сантьяго Фалькуччи. В 1897 году переехала в Рим, чтобы учиться у Франческо Паоло Микетти и Джулио Монтеверде. Также была ученицей Костантино Барбелла. В 1900 году вернулась в Аргентину. 22 июня 1909 года вышла замуж за сына бывшего губернатора Луиса Эрнандеса Отеро. В 1917 году пара развелась. В 1920 году, разочаровавшись, оставила скульптуру и стала заниматься предпринимательством.
Умерла в 1936 году.

## Работы
Памятник Франсиско Наркисо Лаприде — скульптура из белого каррарского мрамора, расположенная в городе Сан-Хосе-де-Хачаль в провинции Сан-Хуан.